# Major Lazer/Diskografie
Diese Diskografie stellt eine Übersicht über die musikalischen Werke des US-amerikanischen Dancehall- und Moombahton-Trios Major Lazer dar. Den Quellenangaben und Schallplattenauszeichnungen zufolge hat es bisher mehr als 39,5 Millionen Tonträger verkauft, davon alleine in seiner Heimat über 19 Millionen. Seine erfolgreichste Veröffentlichung ist die Single Lean On mit über 16,6 Millionen verkauften Einheiten.

## Alben

### Studioalben
| Jahr | Titel Musiklabel                                      | Höchstplatzierung, Gesamtwochen, AuszeichnungChartplatzierungen (Jahr, Titel, Musiklabel, Platzierungen, Wochen, Auszeichnungen, Anmerkungen) | Höchstplatzierung, Gesamtwochen, AuszeichnungChartplatzierungen (Jahr, Titel, Musiklabel, Platzierungen, Wochen, Auszeichnungen, Anmerkungen) | Höchstplatzierung, Gesamtwochen, AuszeichnungChartplatzierungen (Jahr, Titel, Musiklabel, Platzierungen, Wochen, Auszeichnungen, Anmerkungen) | Höchstplatzierung, Gesamtwochen, AuszeichnungChartplatzierungen (Jahr, Titel, Musiklabel, Platzierungen, Wochen, Auszeichnungen, Anmerkungen) | Höchstplatzierung, Gesamtwochen, AuszeichnungChartplatzierungen (Jahr, Titel, Musiklabel, Platzierungen, Wochen, Auszeichnungen, Anmerkungen) | Anmerkungen                                             |
| Jahr | Titel Musiklabel                                      | DE | AT | CH | UK | US | Anmerkungen                                             |
| ---- | ----------------------------------------------------- | --- | --- | --- | --- | --- | ------------------------------------------------------- |
| 2009 | Guns Don’t Kill People … Lazers Do Downtown (Fontana) | — | — | — | — | US169 (1 Wo.)US | Erstveröffentlichung: 16. Juni 2009                     |
| 2013 | Free the Universe Because Music (WMG)                 | DE88 (1 Wo.)DE | AT53 (1 Wo.)AT | CH45 (2 Wo.)CH | UK34 (2 Wo.)UK | US34 (2 Wo.)US | Erstveröffentlichung: 12. April 2013 Verkäufe: + 82.500 |
| 2015 | Peace Is the Mission Because Music (WMG)              | DE40 (1 Wo.)DE | AT32 (2 Wo.)AT | CH11 (7 Wo.)CH | UK25 Gold · (9 Wo.)UK | US12 Gold · (68 Wo.)US | Erstveröffentlichung: 29. Mai 2015 Verkäufe: + 830.000  |
| 2020 | Music Is the Weapon Because Music (WMG)               | — | — | — | — | — | Erstveröffentlichung: 23. Oktober 2020                  |

### Kompilationen
| Jahr | Titel Musiklabel                           | Höchstplatzierung, Gesamtwochen, AuszeichnungChartplatzierungen (Jahr, Titel, Musiklabel, Platzierungen, Wochen, Auszeichnungen, Anmerkungen) | Höchstplatzierung, Gesamtwochen, AuszeichnungChartplatzierungen (Jahr, Titel, Musiklabel, Platzierungen, Wochen, Auszeichnungen, Anmerkungen) | Höchstplatzierung, Gesamtwochen, AuszeichnungChartplatzierungen (Jahr, Titel, Musiklabel, Platzierungen, Wochen, Auszeichnungen, Anmerkungen) | Höchstplatzierung, Gesamtwochen, AuszeichnungChartplatzierungen (Jahr, Titel, Musiklabel, Platzierungen, Wochen, Auszeichnungen, Anmerkungen) | Höchstplatzierung, Gesamtwochen, AuszeichnungChartplatzierungen (Jahr, Titel, Musiklabel, Platzierungen, Wochen, Auszeichnungen, Anmerkungen) | Anmerkungen                                                |
| Jahr | Titel Musiklabel                           | DE | AT | CH | UK | US | Anmerkungen                                                |
| ---- | ------------------------------------------ | --- | --- | --- | --- | --- | ---------------------------------------------------------- |
| 2018 | Major Lazer Essentials Because Music (WMG) | — | — | — | UK99 Gold · (1 Wo.)UK | US188 (1 Wo.)US | Erstveröffentlichung: 19. Oktober 2018 Verkäufe: + 150.000 |

### Remixalben
- 2013: Lazer Strikes Back Vol. 1
- 2013: Lazer Strikes Back Vol. 2
- 2013: Lazer Strikes Back Vol. 3
- 2013: Lazer Strikes Back Vol. 4

### Mixtapes
- 2009: Major Lazer Essential Mix
- 2010: Lazerproof (mit La Roux)
- 2010: Major Lazer Summer Mix
- 2013: Major Lazer Workout Mix
- 2014: Major Lazer’s Walshy Fire Presents: Jesse Royal – Royally Speaking

### EPs
| Jahr | Titel Musiklabel                    | Höchstplatzierung, Gesamtwochen, AuszeichnungChartplatzierungen (Jahr, Titel, Musiklabel, Platzierungen, Wochen, Auszeichnungen, Anmerkungen) | Höchstplatzierung, Gesamtwochen, AuszeichnungChartplatzierungen (Jahr, Titel, Musiklabel, Platzierungen, Wochen, Auszeichnungen, Anmerkungen) | Höchstplatzierung, Gesamtwochen, AuszeichnungChartplatzierungen (Jahr, Titel, Musiklabel, Platzierungen, Wochen, Auszeichnungen, Anmerkungen) | Höchstplatzierung, Gesamtwochen, AuszeichnungChartplatzierungen (Jahr, Titel, Musiklabel, Platzierungen, Wochen, Auszeichnungen, Anmerkungen) | Höchstplatzierung, Gesamtwochen, AuszeichnungChartplatzierungen (Jahr, Titel, Musiklabel, Platzierungen, Wochen, Auszeichnungen, Anmerkungen) | Anmerkungen                                          |
| Jahr | Titel Musiklabel                    | DE | AT | CH | UK | US | Anmerkungen                                          |
| ---- | ----------------------------------- | --- | --- | --- | --- | --- | ---------------------------------------------------- |
| 2014 | Apocalypse Soon Because Music (WMG) | — | — | — | — | US137 (1 Wo.)US | Erstveröffentlichung: 25. Februar 2014               |
| 2017 | Know No Better Because Music (WMG)  | — | — | CH47 (1 Wo.)CH | — | US91 (2 Wo.)US | Erstveröffentlichung: 1. Juni 2017 Verkäufe: + 7.500 |

Weitere EPs
- 2010: Lazers Never Die
- 2019: Africa Is the Future
- 2019: Soca Storm

## Singles

### Als Leadmusiker
| Jahr | Titel Album                                             | Höchstplatzierung, Gesamtwochen, AuszeichnungChartplatzierungen (Jahr, Titel, Album, Platzierungen, Wochen, Auszeichnungen, Anmerkungen) | Höchstplatzierung, Gesamtwochen, AuszeichnungChartplatzierungen (Jahr, Titel, Album, Platzierungen, Wochen, Auszeichnungen, Anmerkungen) | Höchstplatzierung, Gesamtwochen, AuszeichnungChartplatzierungen (Jahr, Titel, Album, Platzierungen, Wochen, Auszeichnungen, Anmerkungen) | Höchstplatzierung, Gesamtwochen, AuszeichnungChartplatzierungen (Jahr, Titel, Album, Platzierungen, Wochen, Auszeichnungen, Anmerkungen) | Höchstplatzierung, Gesamtwochen, AuszeichnungChartplatzierungen (Jahr, Titel, Album, Platzierungen, Wochen, Auszeichnungen, Anmerkungen) | Anmerkungen |
| Jahr | Titel Album                                             | DE | AT | CH | UK | US | Anmerkungen |
| --- | ------------------------------------------------------- | --- | --- | --- | --- | --- | --- |
| 2009 | Hold the Line Guns Don’t Kill People … Lazers Do        | — | — | — | — | — | Erstveröffentlichung: 20. April 2009 feat. Mr. Lex & Santigold                                                   |
| 2009 | Keep It Goin’ Louder Guns Don’t Kill People … Lazers Do | — | — | — | — | — | Erstveröffentlichung: 18. Juni 2009 feat. Nina Sky & Ricky Blaze                                                 |
| 2009 | Pon de Floor Guns Don’t Kill People … Lazers Do         | — | — | — | — | — | Erstveröffentlichung: 3. August 2009 feat. Vybz Kartel                                                           |
| 2011 | Original Don –                                          | — | — | — | — | — | Erstveröffentlichung: 1. November 2011                                                                           |
| 2012 | Get Free Free the Universe                              | DE73 (8 Wo.)DE | — | — | UK56 Silber · (3 Wo.)UK | — | Erstveröffentlichung: 18. Mai 2012 feat. Amber Coffman of Dirty Projectors; Verkäufe: + 310.000                  |
| 2012 | Jah No Partial Free the Universe                        | — | — | — | — | — | Erstveröffentlichung: 22. Oktober 2012 feat. Flux Pavilion                                                       |
| 2013 | Watch Out for This (Bumaye) Free the Universe           | DE27 (21 Wo.)DE | AT40 (11 Wo.)AT | CH23 Gold · (20 Wo.)CH | — | — | Erstveröffentlichung: 26. Februar 2013 feat. Busy Signal, The Flexican & FS Green Verkäufe: + 290.000            |
| 2013 | Bubble Butt Free the Universe                           | — | — | — | — | US56 Gold · (9 Wo.)US | Erstveröffentlichung: 24. Mai 2013 feat. Bruno Mars, Tyga & Mystic; Remix mit 2 Chainz; Verkäufe: + 500.000      |
| 2013 | Scare Me Free the Universe                              | — | — | — | — | — | Erstveröffentlichung: 19. August 2013 mit Peaches & Timberlee                                                    |
| 2013 | Jessica Free the Universe                               | — | — | — | — | — | Erstveröffentlichung: 4. September 2013 feat. Ezra Koenig                                                        |
| 2013 | Jet Blue Jet Free the Universe                          | — | — | — | — | — | Erstveröffentlichung: 29. Oktober 2013 mit Leftside, GTA, Razz und Biggy                                         |
| 2013 | Sweat Free the Universe                                 | — | — | — | — | — | Erstveröffentlichung: 26. November 2013 feat. Laidback Luke & Ms. Dynamite                                       |
| 2014 | Aerosol Can Apocalypse Soon                             | — | — | — | — | — | Erstveröffentlichung: 10. Februar 2014 feat. Pharrell Williams                                                   |
| 2014 | Come On to Me Apocalypse Soon                           | — | — | — | — | — | Erstveröffentlichung: 3. März 2014 feat. Sean Paul; Verkäufe: + 30.300                                           |
| 2015 | Lean On Peace Is the Mission                            | DE4 ×2Doppelplatin · (68 Wo.)DE | AT3 Platin · (58 Wo.)AT | CH1 ×2Doppelplatin · (65 Wo.)CH | UK2 ×4Vierfachplatin · (79 Wo.)UK | US4 Diamant · (48 Wo.)US | Erstveröffentlichung: 2. März 2015 mit DJ Snake feat. MØ; Verkäufe: + 16.691.000                                 |
| 2015 | Powerful Peace Is the Mission                           | DE90 (1 Wo.)DE | AT55 (5 Wo.)AT | CH53 (9 Wo.)CH | UK54 Silber · (6 Wo.)UK | US83 Gold · (6 Wo.)US | Erstveröffentlichung: 1. Juni 2015 feat. Ellie Goulding & Tarrus Riley; Verkäufe: + 935.000                      |
| 2015 | Lost Peace Is the Mission                               | — | — | — | — | — | Erstveröffentlichung: 20. Juli 2015 feat. MØ; Original: Frank Ocean (2012)                                       |
| 2015 | Light It Up Peace Is the Mission                        | DE4 Platin · (44 Wo.)DE | AT9 Gold · (37 Wo.)AT | CH7 (44 Wo.)CH | UK7 ×3Dreifachplatin · (47 Wo.)UK | US73 ×2Doppelplatin · (20 Wo.)US | Erstveröffentlichung: 5. November 2015 feat. Nyla; Remix mit Fuse ODG; Verkäufe: + 5.468.333                     |
| 2016 | Who Am I –                                              | — | — | — | UK89 (1 Wo.)UK | — | Erstveröffentlichung: 5. Februar 2016 mit Katy B und Craig David                                                 |
| 2016 | Boom Peace Is the Mission: Extended                     | DE38 (18 Wo.)DE | AT57 (6 Wo.)AT | — | — | — | Erstveröffentlichung: 2. Mai 2016 mit MOTi feat. Ty Dolla $ign, Wizkid & Kranium Verkäufe: + 190.000             |
| 2016 | Cold Water –                                            | DE2 Platin · (30 Wo.)DE | AT1 Platin · (28 Wo.)AT | CH1 Platin · (31 Wo.)CH | UK1 ×3Dreifachplatin · (32 Wo.)UK | US2 ×4Vierfachplatin · (27 Wo.)US | Erstveröffentlichung: 22. Juli 2016 feat. Justin Bieber & MØ; Verkäufe: + 8.578.333                              |
| 2016 | Believer Music Is the Weapon                            | — | — | — | — | — | Erstveröffentlichung: 30. September 2016 mit Showtek; Verkäufe: + 106.666                                        |
| 2017 | Run Up –                                                | DE22 Gold · (17 Wo.)DE | AT37 (13 Wo.)AT | CH25 (15 Wo.)CH | UK20 Platin · (16 Wo.)UK | US66 (1 Wo.)US | Erstveröffentlichung: 26. Januar 2017 feat. PartyNextDoor & Nicki Minaj; Verkäufe: + 1.128.333                   |
| 2017 | Know No Better                                          | DE40 (17 Wo.)DE | AT45 (12 Wo.)AT | CH30 (15 Wo.)CH | UK15 Platin · (16 Wo.)UK | US87 Gold · (3 Wo.)US | Erstveröffentlichung: 1. Juni 2017 feat. Travi$ Scott, Camila Cabello & Quavo; Verkäufe: + 1.608.333             |
| 2017 | Sua cara Know No Better                                 | — | — | — | — | — | Erstveröffentlichung: 30. Juli 2017 feat. Anitta & Pabllo Vittar; Verkäufe: + 100.000                            |
| 2017 | Leg Over (Remix) –                                      | — | — | — | — | — | Erstveröffentlichung: 13. September 2017 mit Mr Eazi feat. French Montana & Ty Dolla $ign                        |
| 2017 | Particula Know No Better                                | — | — | — | — | — | Erstveröffentlichung: 13. Oktober 2017 mit DJ Maphorisa feat. Nasty C, Patoranking & Jidenna; Verkäufe: + 80.000 |
| 2018 | En la cara (Sua cara Remix) –                           | — | — | — | — | — | Erstveröffentlichung: 12. Januar 2018 feat. Karol G                                                              |
| 2018 | Miss You –                                              | — | — | — | — | — | Erstveröffentlichung: 15. Januar 2018 mit Cashmere Cat & Tory Lanez; Verkäufe: + 20.000                          |
| 2018 | Loko –                                                  | — | — | — | — | — | Erstveröffentlichung: 11. Mai 2018 mit Tropkillaz feat. MC Kevinho & Busy Signal                                 |
| 2018 | Let Me Live Toast to Our Differences                    | — | — | CH99 (1 Wo.)CH | UK42 Silber · (11 Wo.)UK | — | Erstveröffentlichung: 15. Juni 2018 mit Rudimental feat. Anne-Marie & Mr Eazi; Verkäufe: + 250.000               |
| 2018 | All My Life Africa Is the Future                        | — | — | — | — | — | Erstveröffentlichung: 14. September 2018 feat. Burna Boy                                                         |
| 2018 | Orkant / Balance Pon It Africa Is the Future            | — | — | — | — | — | Erstveröffentlichung: 20. September 2018 feat. Babes Wodumo                                                      |
| 2018 | Tied Up Africa Is the Future                            | — | — | — | — | — | Erstveröffentlichung: 28. September 2018 feat. Mr Eazi & Raye                                                    |
| 2018 | Loyal Africa Is the Future                              | — | — | — | — | — | Erstveröffentlichung: 5. Oktober 2018 feat. Kizz Daniel & Kranium                                                |
| 2018 | Blow That Smoke –                                       | — | — | — | — | — | Erstveröffentlichung: 17. Oktober 2018 feat. Tove Lo; Verkäufe: + 20.000                                         |
| 2019 | Get Free (Chrome Sparks Remix) –                        | — | — | — | — | — | Erstveröffentlichung: 13. Februar 2019 feat. Amber Coffman                                                       |
| 2019 | Can’t Take It from Me Music Is the Weapon               | — | — | — | — | — | Erstveröffentlichung: 10. Mai 2019 feat. Skip Marley                                                             |
| 2019 | Make It Hot –                                           | — | — | — | — | — | Erstveröffentlichung: 18. Juni 2019 mit Anitta; Verkäufe: + 40.000                                               |
| 2019 | Que calor Music Is the Weapon                           | — | — | CH53 Gold · (6 Wo.)CH | — | US— GoldUS | Erstveröffentlichung: 11. September 2019 feat. J Balvin & El Alfa; Verkäufe: + 1.083.333                         |
| 2019 | Trigger Music Is the Weapon                             | — | — | CH96 (1 Wo.)CH | UK95 (1 Wo.)UK | — | Erstveröffentlichung: 25. Oktober 2019 mit Khalid; Verkäufe: + 20.000                                            |
| 2019 | Rora –                                                  | — | — | — | — | — | Erstveröffentlichung: 1. November 2019 mit Moveek                                                                |
| 2019 | Evapora –                                               | — | — | — | — | — | Erstveröffentlichung: 8. November 2019 mit IZA & Ciara                                                           |
| 2020 | Rave de favela Music is the Weapon                      | — | — | — | — | — | Erstveröffentlichung: 15. Februar 2020 mit MC Lan & Anitta feat. Beam; Verkäufe: + 5.000                         |
| 2020 | Lay Your Head on Me Music is the Weapon                 | — | — | — | — | — | Erstveröffentlichung: 27. März 2020 feat. Marcus Mumford                                                         |
| 2020 | Oh My Gawd Music is the Weapon                          | — | — | — | — | — | Erstveröffentlichung: 10. September 2020 mit Mr Eazi feat. Nicki Minaj & K4mo                                    |
| 2020 | QueLoQue Music is the Weapon                            | — | — | — | — | — | Erstveröffentlichung: 16. Oktober 2020 feat. Paloma Mami                                                         |
| 2021 | Pra te Machucar Music is the Weapon (Reloaded)          | — | — | — | — | — | Erstveröffentlichung: 18. Februar 2021 mit Ludmilla feat. ÀTTØØXXÁ & Suku Ward                                   |
| 2021 | Diplomatico Music is the Weapon (Reloaded)              | — | — | — | — | — | Erstveröffentlichung: 4. März 2021 feat. Guaynaa                                                                 |
| 2021 | Titans Music is the Weapon (Reloaded)                   | DE— aDE | — | CH82 (1 Wo.)CH | — | — | Erstveröffentlichung: 25. März 2021 feat. Sia & Labrinth; Verkäufe: + 100.000                                    |
| 2021 | C’est cuit Music is the Weapon (Reloaded)               | — | — | — | — | — | Erstveröffentlichung: 26. März 2021 feat. Aya Nakamura & Swae Lee                                                |
| 2021 | La mano –                                               | — | — | — | — | — | Erstveröffentlichung: 12. November 2021 mit Ghetto Kids, Guaynaa & Tavo Rayo                                     |
| 2023 | Number 1 –                                              | — | — | — | — | — | Erstveröffentlichung: 21. Juli 2023 mit James Hype                                                               |
| 2024 | Jiggy Woogie –                                          | — | — | — | — | — | Erstveröffentlichung: 8. März 2024 mit Don Diablo & Baby Lawd                                                    |
| 2024 | Sofia –                                                 | — | — | — | — | — | Erstveröffentlichung: 23. Juli 2024 mit Fuerza Regida & Alok                                                     |
| Folgende Lieder erschienen nicht als Single, wurden aber durch das Album zum Download und Streaming bereitgestellt und konnten somit eine Platzierung erlangen: |                                                         | | | | | | |
| |                                                         | | | | | | |
| 2020 | Already The Lion King: The Gift                         | — | — | — | UK95 Silber · (1 Wo.)UK | US— GoldUS | Charteinstieg: 13. August 2020 mit Beyoncé & Shatta Wale; Verkäufe: + 840.000                                    |
| 2020 | Hell and High Water Music is the Weapon                 | DE— bDE | — | — | — | — | Charteinstieg: 30. Oktober 2020 feat. Alessia Cara                                                               |

### Als Gastmusiker
| Jahr | Titel Album                                 | Anmerkungen                                                                          |
| ---- | ------------------------------------------- | ------------------------------------------------------------------------------------ |
| 2012 | Push and Shove                              | Erstveröffentlichung: 1. Oktober 2012 No Doubt feat. Busy Signal & Major Lazer       |
| 2014 | We Make It Bounce Money Sucks, Friends Rule | Erstveröffentlichung: 24. Oktober 2014 Dillon Francis feat. Major Lazer & Stylo G    |
| 2015 | One Wine –                                  | Erstveröffentlichung: 30. November 2015 Machel Montano & Sean Paul feat. Major Lazer |
| 2017 | My Love –                                   | Erstveröffentlichung: 5. Mai 2017 Wale feat. Major Lazer, Wizkid & Dua Lipa          |
| 2017 | Naughty Ride –                              | Erstveröffentlichung: 30. Juni 2017 Wizkid feat. Major Lazer                         |
| 2018 | Tip Pon It Mad Love the Prequel             | Erstveröffentlichung: 20. April 2018 Sean Paul feat. Major Lazer                     |

## Promoveröffentlichungen
| Jahr | Titel Album                                | Anmerkungen                                                         |
| ---- | ------------------------------------------ | ------------------------------------------------------------------- |
| 2013 | Keep Cool (Life Is What) Free the Universe | Erstveröffentlichung: 2. Dezember 2013 feat. Shaggy & Wynter Gordon |

## Sonderveröffentlichungen
Remixe
- 2010: Gyptian – Hold You
- 2010: Cajmere – Percolator
- 2011: Beastie Boys – Don’t Play No Game That I Can’t Win
- 2012: Hot Chip – Look at Where We Are (vs. Jr. Blender)
- 2012: No Doubt – Settle Down
- 2012: The Prodigy – Smack My Bitch Up
- 2012: Popcaan – Party Shot (Ravin Part 2) (mit ETC!ETC!)
- 2012: Bruno Mars – Locked Out of Heaven
- 2013: Bunji Garlin – Differentology
- 2013: Dada Life – Boing Clash Boom
- 2013: Konshens – Gal a Bubble mit Bro Safari & ETC!ETC!
- 2013: No Doubt feat. Busy Signal – Push and Shove (vs. Dismantle)
- 2013: Jack Beats – KYD (mit Jack Beats)
- 2013: Machel Montano – The Fog (mit Grandtheft)
- 2013: Macklemore & Ryan Lewis – Can’t Hold Us
- 2014: Dimitri Vegas & Like Mike, Dvbbs & Borgeous – Stampede (mit P.A.F.F.)
- 2014: Busy Signal – Watch Out for This
- 2014: Major Lazer – Come On to Me (mit ETC!ETC)
- 2014: QQ – One Drop (mit Shelco Garcia & Teenwolf)
- 2014: Aidonia – Pon di Cocky (mit Shelco Garcia & Teenwolf)
- 2014: Davido – Skelewu (mit Wiwek)
- 2014: Flipo – Doh Tell Me Dat (mit Jr. Blender)
- 2015: Stromae – Ave Cesaria
- 2015: Kranium feat. Ty Dolla $ign – Nobody Has to Know (mit KickRaux)
- 2015: Major Lazer feat. Nyla & Fuse ODG – Light It Up
- 2017: Anirudh Ravichander – Cold Water (Indian Remix Diwali Edition) (mit Anirudh)
- 2017: Ed Sheeran feat. Kranium & Nyla – Shape of You
- 2017: Luis Fonsi feat. Daddy Yankee – Despacito (mit Moska)
- 2018: Cashmere Cat, Major Lazer & Tory Lanez – Miss You (mit Alvaro)

## Statistik

### Chartauswertung
|                     | DE    | AT    | CH    | UK    | US    |
| ------------------- | ----- | ----- | ----- | ----- | ----- |
| Nummer-eins-Alben   | DE—DE | AT—AT | CH—CH | UK—UK | US—US |
| Top-10-Alben        | DE—DE | AT—AT | CH—CH | UK—UK | US—US |
| Alben in den Charts | DE2DE | AT2AT | CH3CH | UK3UK | US6US |

|                       | DE    | AT    | CH     | UK     | US    |
| --------------------- | ----- | ----- | ------ | ------ | ----- |
| Nummer-eins-Singles   | DE—DE | AT1AT | CH2CH  | UK1UK  | US—US |
| Top-10-Singles        | DE3DE | AT3AT | CH3CH  | UK3UK  | US2US |
| Singles in den Charts | DE9DE | AT8AT | CH11CH | UK11UK | US7US |

### Auszeichnungen für Musikverkäufe
| Land/RegionAuszeichnungen für Musikverkäufe (Land/Region, Auszeichnungen, Verkäufe, Quellen) | Silber     | Gold       | Platin         | Diamant     | Verkäufe   | Quellen                 |
| -------------------------------------------------------------------------------------------- | ---------- | ---------- | -------------- | ----------- | ---------- | ----------------------- |
| Australien (ARIA)                                                                            | —          | 3× Gold3   | 22× Platin22   | —           | 1.645.000  | aria.com.au             |
| Belgien (BRMA)                                                                               | —          | 2× Gold2   | 8× Platin8     | —           | 270.000    | ultratop.be             |
| Brasilien (PMB)                                                                              | —          | 4× Gold4   | 11× Platin11   | —           | 660.000    | pro-musicabr.org.br     |
| Dänemark (IFPI)                                                                              | —          | 4× Gold4   | 15× Platin15   | —           | 1.105.000  | ifpi.dk                 |
| Deutschland (BVMI)                                                                           | —          | Gold1      | 4× Platin4     | —           | 1.800.000  | musikindustrie.de       |
| Europa (Impala)                                                                              | —          | 2× Gold2   | 2× Platin2     | —           | (950.000)  | Einzelnachweise         |
| Frankreich (SNEP)                                                                            | —          | 6× Gold6   | 4× Platin4     | 4× Diamant4 | 2.658.631  | snepmusique.com         |
| Italien (FIMI)                                                                               | —          | 2× Gold2   | 21× Platin21   | —           | 1.110.000  | fimi.it                 |
| Japan (RIAJ)                                                                                 | —          | 2× Gold2   | —              | —           | 100.000    | riaj.or.jp              |
| Kanada (MC)                                                                                  | —          | Gold1      | 6× Platin6     | —           | 661.000    | musiccanada.com         |
| Kolumbien (ASINCOL)                                                                          | —          | Gold1      | —              | —           | 5.000      | Einzelnachweise         |
| Neuseeland (RMNZ)                                                                            | —          | 3× Gold3   | 22× Platin22   | —           | 645.000    | radioscope.co.nz NZ2    |
| Niederlande (NVPI)                                                                           | —          | —          | 2× Platin2     | —           | 70.000     | nvpi.nl                 |
| Norwegen (IFPI)                                                                              | —          | Gold1      | 7× Platin7     | —           | 375.000    | ifpi.no                 |
| Österreich (IFPI)                                                                            | —          | Gold1      | 2× Platin2     | —           | 75.000     | ifpi.at                 |
| Polen (ZPAV)                                                                                 | —          | 2× Gold2   | Platin1        | —           | 70.000     | olis.pl                 |
| Portugal (AFP)                                                                               | —          | 3× Gold3   | 4× Platin4     | —           | 55.000     | Einzelnachweise         |
| Schweden (IFPI)                                                                              | —          | Gold1      | 6× Platin6     | —           | 260.000    | sverigetopplistan.se    |
| Schweiz (IFPI)                                                                               | —          | 2× Gold2   | 3× Platin3     | —           | 115.000    | hitparade.ch            |
| Spanien (Promusicae)                                                                         | —          | 3× Gold3   | 13× Platin13   | —           | 660.000    | elportaldemusica.es ES2 |
| Vereinigte Staaten (RIAA)                                                                    | —          | 6× Gold6   | 6× Platin6     | Diamant1    | 19.000.000 | riaa.com                |
| Vereinigtes Königreich (BPI)                                                                 | 4× Silber4 | 2× Gold2   | 12× Platin12   | —           | 8.200.000  | bpi.co.uk               |
| Insgesamt                                                                                    | 4× Silber4 | 52× Gold52 | 171× Platin171 | 5× Diamant5 |            |                         |